# Melodorum kontumense
Melodorum kontumense är en kirimojaväxtart som beskrevs av Nguyên Tiên Bân. Melodorum kontumense ingår i släktet Melodorum och familjen kirimojaväxter. Inga underarter finns listade i Catalogue of Life.